# ویلهلم گوستلوف
ویلهلم گوستلوف (انگلیسی: Wilhelm Gustloff؛ زاده ۳۰ ژانویهٔ ۱۸۹۵ درگذشته ۴ فوریهٔ ۱۹۳۶) یک سیاست‌مدار اهل آلمان بود.